# Sugihara Sōsuke
Sugihara Sōsuke (japanisch 杉原 壮介; geboren 6. Dezember 1913 in Tokio; gestorben 1. September 1983 in Ichikawa (Präfektur Chiba)) war ein japanischer Archäologe.

## Leben und Wirken
Sugihara Sōsuke machte 1943 seinen Abschluss am Institut für Geschichte der Meiji-Universität, wo der Archäologe Morimoto Rokuji sein Lehrer war. Nachdem er für das Kultusministerium gearbeitet hatte, wurde er Professor an seiner Alma Mater. Er überwachte die Untersuchung wichtiger archäologischer Stätten, schuf die Grundlage für die chronologische Erforschung der Keramik der Yayoi-Zeit und der nachfolgenden Haji-Keramik (土師器) und legte so eine Methodik zur Erforschung der jeweiligen Bedeutung für die Gesellschaft vor.
Nach dem Zweiten Weltkrieg spielte Sugihara eine zentrale Rolle bei der Ausgrabung der Toro-Stätte in der Präfektur Shizuoka. Darüber hinaus wurde die Existenz der paläolithischen Kultur durch die Untersuchung der archäologischen Spuren von Iwajuku in der Präfektur Gumma bestätigt. Eins seiner Arbeitsgebiete war die Untersuchung der Køkkenmødding in Japan. 1948 setzte er sich für die Gründung der „Japanese Archaeological Association“ (日本考古学協会, Nihon kōkogaku kyōkai) ein.
Sugihara ist Autor unter anderem von „Yayoishiki doki shūsei“ (弥生式土器集成) – „Steinsammlung im Yayoi-Stil“ 1989 und „Nihon-saki doki jidai no kenkyū“ (日本先土器時代の研究) – „Japanische Forschung zur Frühkeramik“ 1974. Einige Bücher stellen die Leistungen von Kollegen war, so die über Takeuchi Rizō und Ōtsuka Hatsushige (大塚 初重; 1926–2022).